# تخمین تصادفی فاز

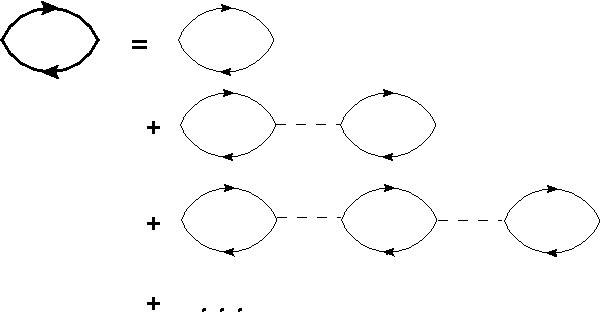
نمودارهای حباب، که در صورت خلاصه‌شدن منجر به RPA می‌شوند. خطوط یکپارچه، نشان‌دهندهٔ تابع گرین برهم‌کنش یا غیرمتقابل هستند و خط‌چین‌ها برهم‌کنش‌های دو ذره را نشان می‌دهند.

تخمین تصادفی فاز (به انگلیسی: Random phase approximation) روشی در فیزیک ماده چگال برای بررسی پاسخ خطی دینامیکی الکترون در سیستم‌های الکترونی است.
در این روش فرض می‌شود الکترون‌ها تنها به یک پتانسیل الکتریکی پاسخ می‌دهند که این پتانسیل جمع پتانسیل بیرونی (external perturbing potential) و پتانسیل داخلی (screening potential) است.